# 熊熊乐园
《熊熊乐园》是由深圳华强数字动漫有限公司出品的一部面向2-6岁低幼儿的动画片，属于动画系列《熊熊樂園》。同时发布的还有《熊出没之探险日记》，针对6-12岁少儿。熊熊乐园的故事主要在森林里的大树幼儿园中展开，童年版以及一些森林小动物们均会出现，与《熊出没》其他系列不同的是，大多數是在课间、课外。

## 剧情
童年时期的熊大、熊二和光头强相遇，互相追逐，小光头强跟着熊大和熊二来到一个新的世界——大树幼儿园。大树幼儿园里是小动物们的幼儿园，大家发现了闯进来的人类光头强，非常好奇。光头强见到这么多会说话的小动物们很开心，拿出了自己的小汽车要和小动物们一起玩。从没见过小汽车的小动物们把光头强团团围住，只有熊大很不开心，因为以前大家都围着他转的！熊大心中排斥光头强，但是又对光头强充满好奇。在猫头鹰老师的开导下，熊大接受了新朋友，并一起愉快的玩耍、学习。每个角色都有自己的特点，他们从幼儿园玩乐中学会知识和如何管理玩具，相处中学会友好交往和如何处理情感，游戏中学会思考，摩擦中学会解决问题和如何面对挫折。